# François-Xavier Kalinda
François-Xavier Kalinda (* 30. Mai 1962 im Sektor Kitabi des Distrikts Nyamagabe) ist ein ruandischer Politiker und seit 9. Januar 2023 Senatspräsident Ruandas.

## Ausbildung
Kalinda hat eine Licence en droit der National University of Rwanda von 1996 und erhielt 1999 einen Master of Laws von der University of Ottawa. Seinen Doktorgrad in Rechtswissenschaften erlangte er 2010 an der Université de Strasbourg im Forschungsgebiet geistiges Eigentum.

## Karriere
Kalinda arbeitete als Dekan der juristischen Fakultät der University of Rwanda. Im September 2015 wurde er als ruandischer Vertreter in die East African Legislative Assembly (EALA), die parlamentarische Versammlung der Ostafrikanischen Gemeinschaft, gewählt. Er erhielt 79 von 91 Stimmen aus beiden Kammern des ruandischen Parlaments. Die restlichen 12 stimmten für Pélagie Uwera. Seine Amtszeit dauerte von Oktober 2015 bis Dezember 2022. Am 6. Januar 2023 ernannte Präsident Paul Kagame ihn zum Senator und am 9. Januar wurde er einstimmig zum Senatspräsidenten, der nach dem Staatsoberhaupt im politischen System Ruandas an zweiter Stelle steht, gewählt. Der Sitz war seit dem Rücktritt von Augustin Iyamuremye am 9. Dezember des Vorjahres vakant.
Kalinda ist Mitglied der Social Democratic Party (PSD für französisch Parti social-démocrate).